# Collégiale Saint-Castor
Pour les articles homonymes, voir Basilique Saint-Castor.
La collégiale Saint-Castor ou Moseldom (en français : cathédrale de la Moselle), est une collégiale romane, située à Treis-Karden, en Rhénanie-Palatinat, Allemagne. C'est l'église la plus importante entre Trèves et Coblence.

## Historique
Le site de Karden est occupé dès l'époque romaine. Au IVe siècle, Castor de Karden, ainsi que Potentinus, deux futurs saints catholiques, tous deux originaires d'Aquitaine, fondent sur place une communauté monastique chrétienne. Un premier collège de prêtres apparait avec l'époque mérovingienne, avant que la collégiale elle-même apparaisse, à l'époque carolingienne, sur le site d'un vaste cimetière du VIe siècle. C'est alors une grande basilique à trois nefs avec une abside semi-circulaire sur pilotis. Karden est le siège d'un archidiaconé, dépendant du diocèse de Trèves, et dont le vicaire épiscopal réside à la maison Korbisch.
Le 11 novembre 836, une partie des reliques de saint Castor de Karden est transférée à Coblence, à la basilique Saint-Castor, tandis que le reste demeure à Karden, et est placé dans la collégiale Saint-Castor, aujourd'hui conservées dans un reliquaire de bois datant du XVe siècle
La collégiale actuelle voit sa construction débuter en 1186, sur les fondations du bâtiment ancien. À cette date, l'édifice prend sa forme actuelle, avec un chœur roman, une belle abside, des tours latérales et un transept. Le nef, plus récente, est quant à elle de style gothique, tranchant avec le reste de la collégiale. La tour ouest, datant dans sa majeure partie de 1120, est complétée en 1699 par un sixième étage coiffé d'un clocher à bulbe. 
En 1802, lorsque les troupes napoléoniennes occupent la région, le collège de prêtres est dissout, tandis que la plupart de ses possessions sont vendues. Aujourd'hui, un musée dans le bâtiment abbatial de Karden retrace l'histoire de la communauté monastique du village, ainsi que celle de la région en général.

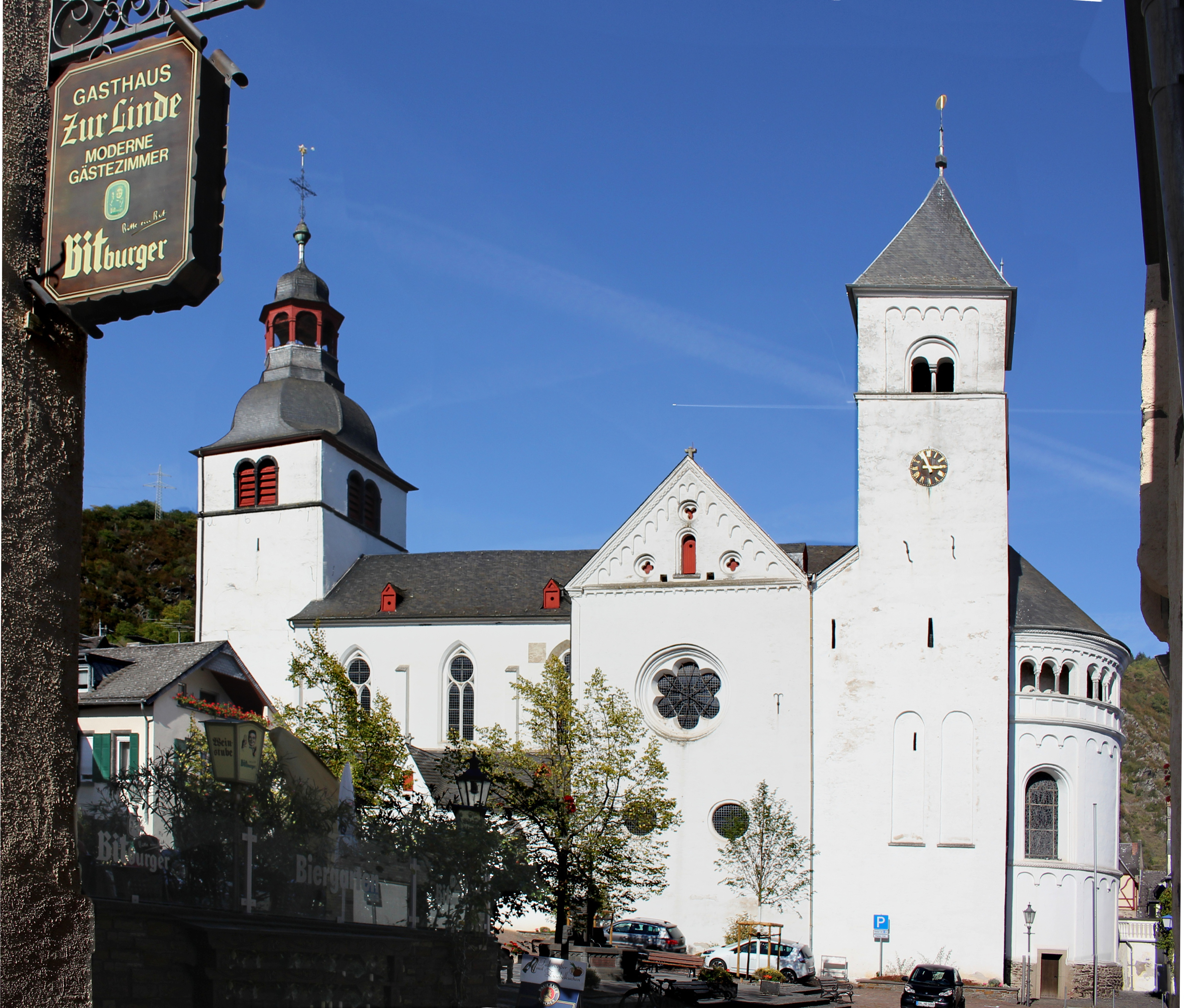
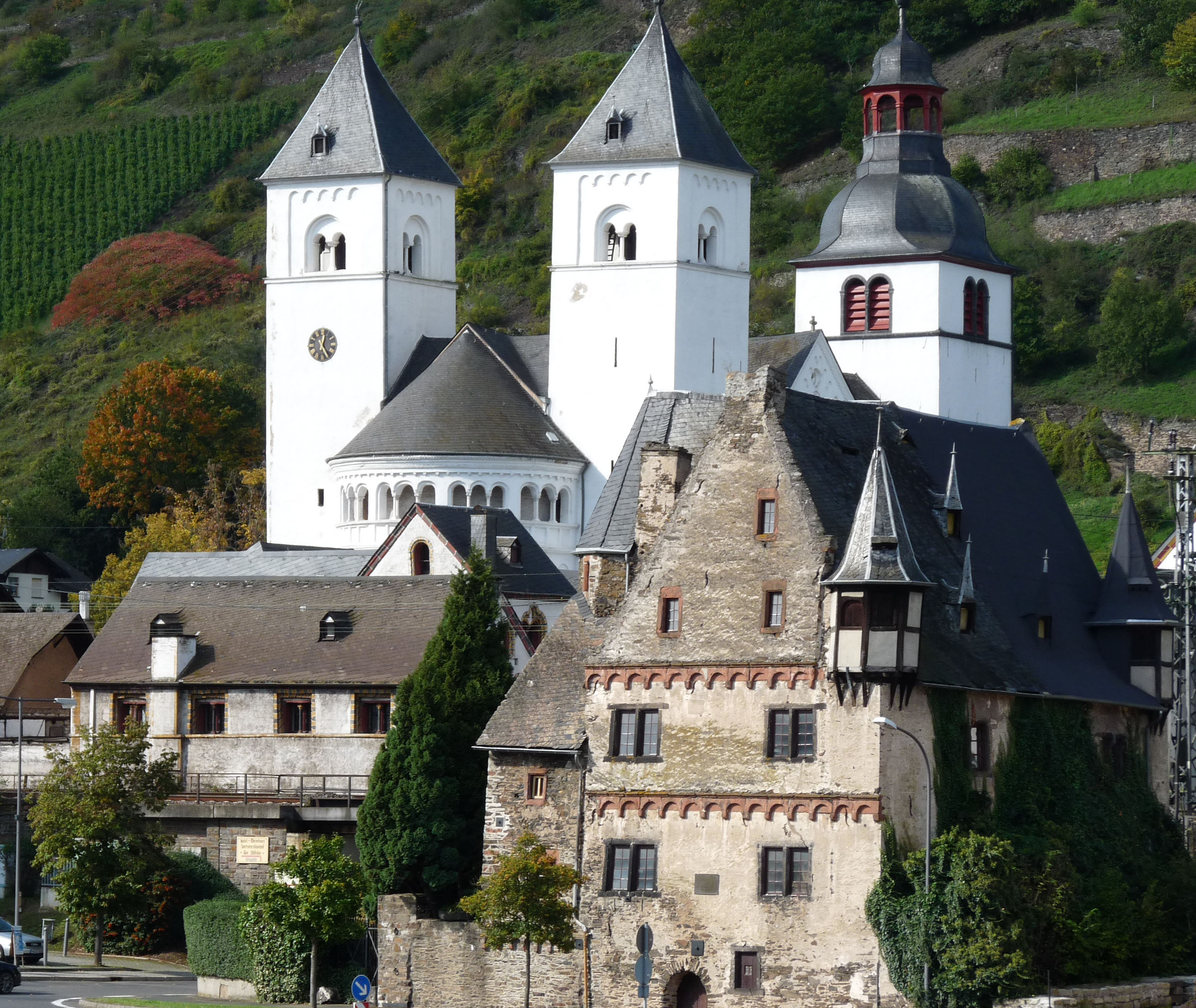
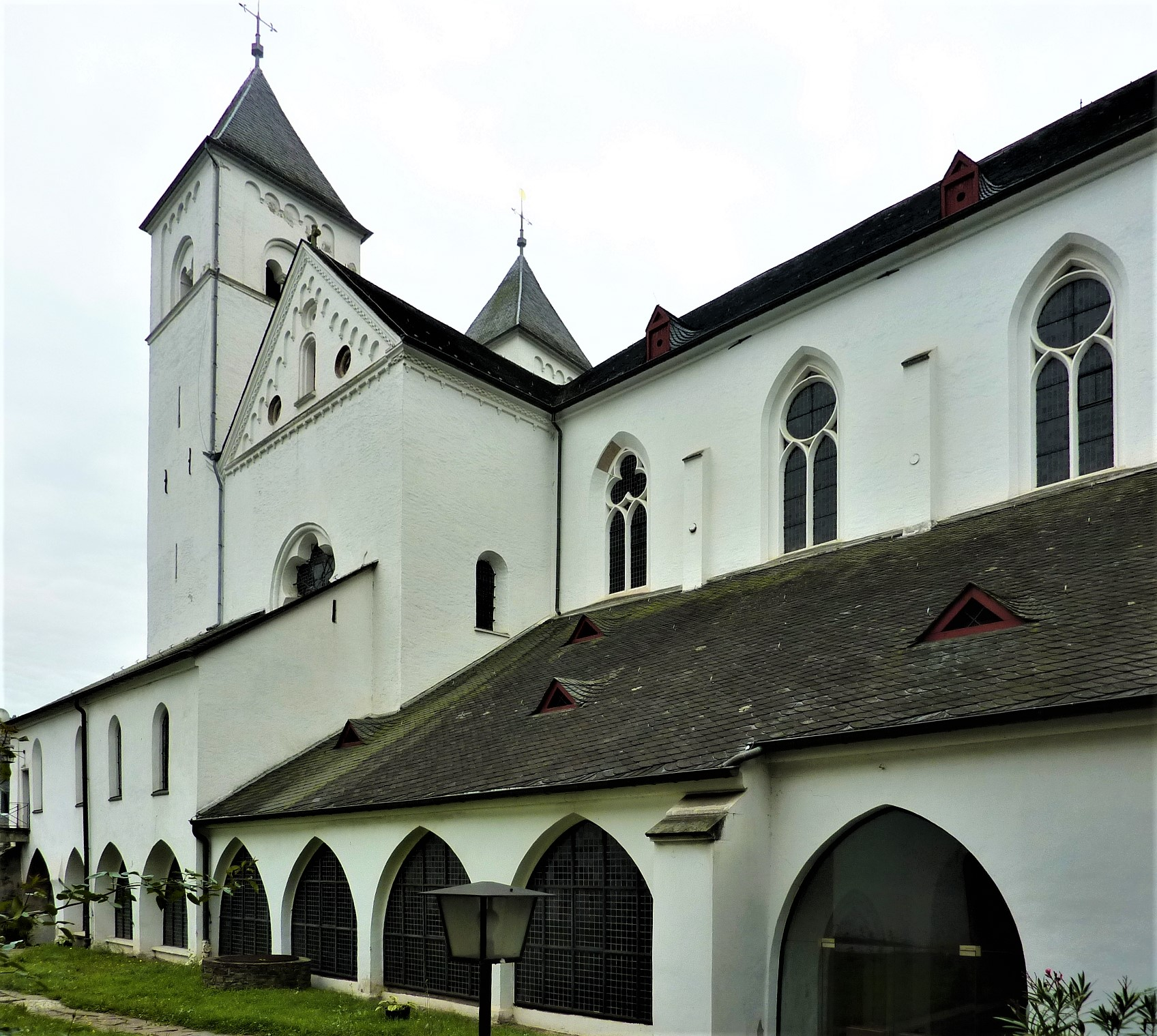
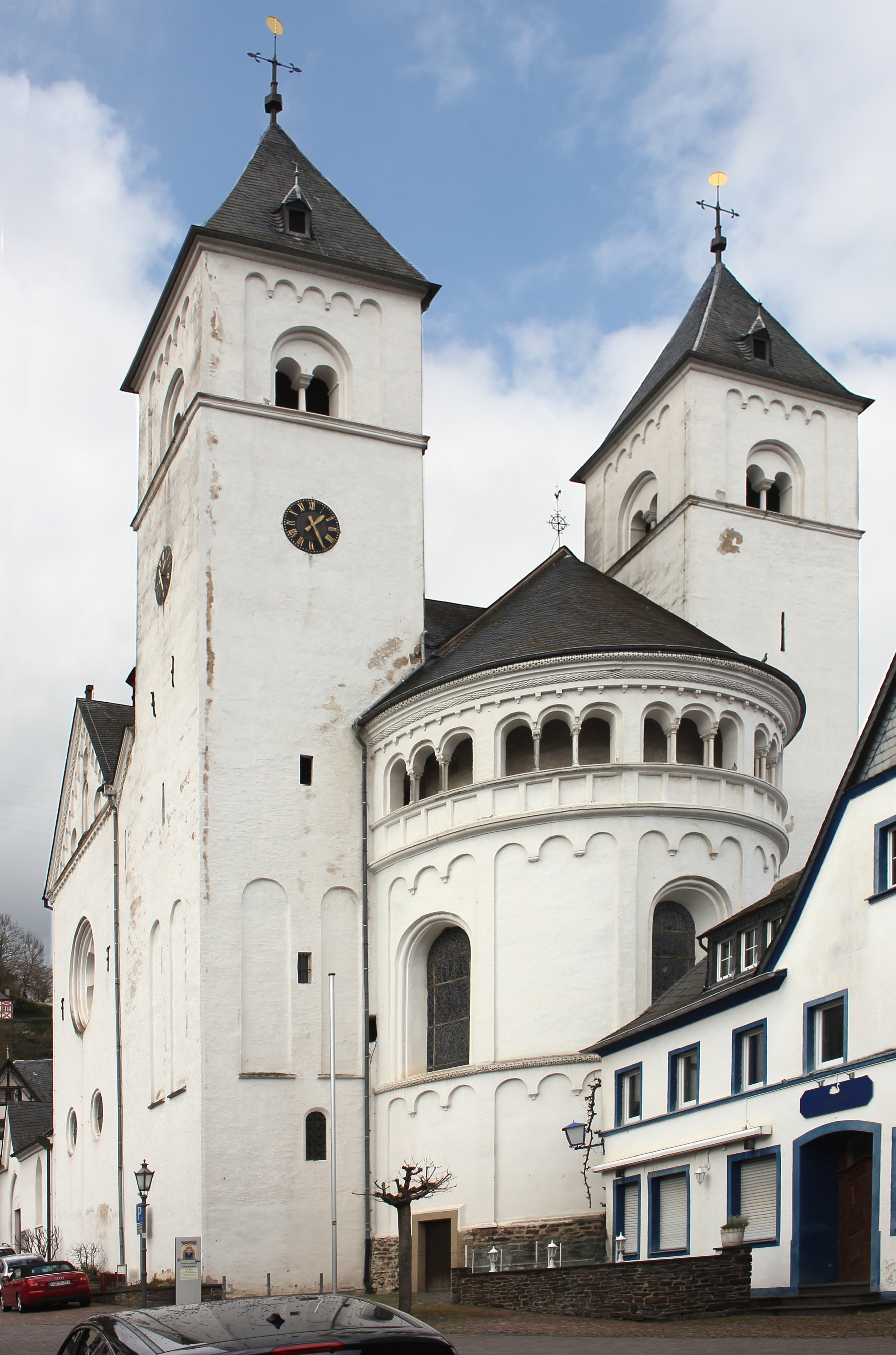

## Meubles intérieurs

### Maître-Autel
Le maître-autel de la collégiale est doté d'un retable datant de 1425, et présentant l'Adoration des mages. C'est un sanctuaire en terre cuite divisé en trois champs par deux colonnes étroites, champs qui contiennent des statues d'environ 70cm de différents personnages bibliques. Dans celui du milieu, la Vierge Marie avec l'Enfant Jésus, se tourne vers le roi Balthasar, qui est agenouillé et présente son don. À gauche, on voit le roi Melchior et l'apôtre Pierre, alors qu'à droite, il y a le roi Gaspard et l'apôtre Paul. Le retable possédait aussi une statue de saint Castor, aujourd'hui disparue. La table du retable date quant-à-elle du début du XIVe siècle, et n'a été redécouverte qu'en 1965, restaurée puis remise en place.

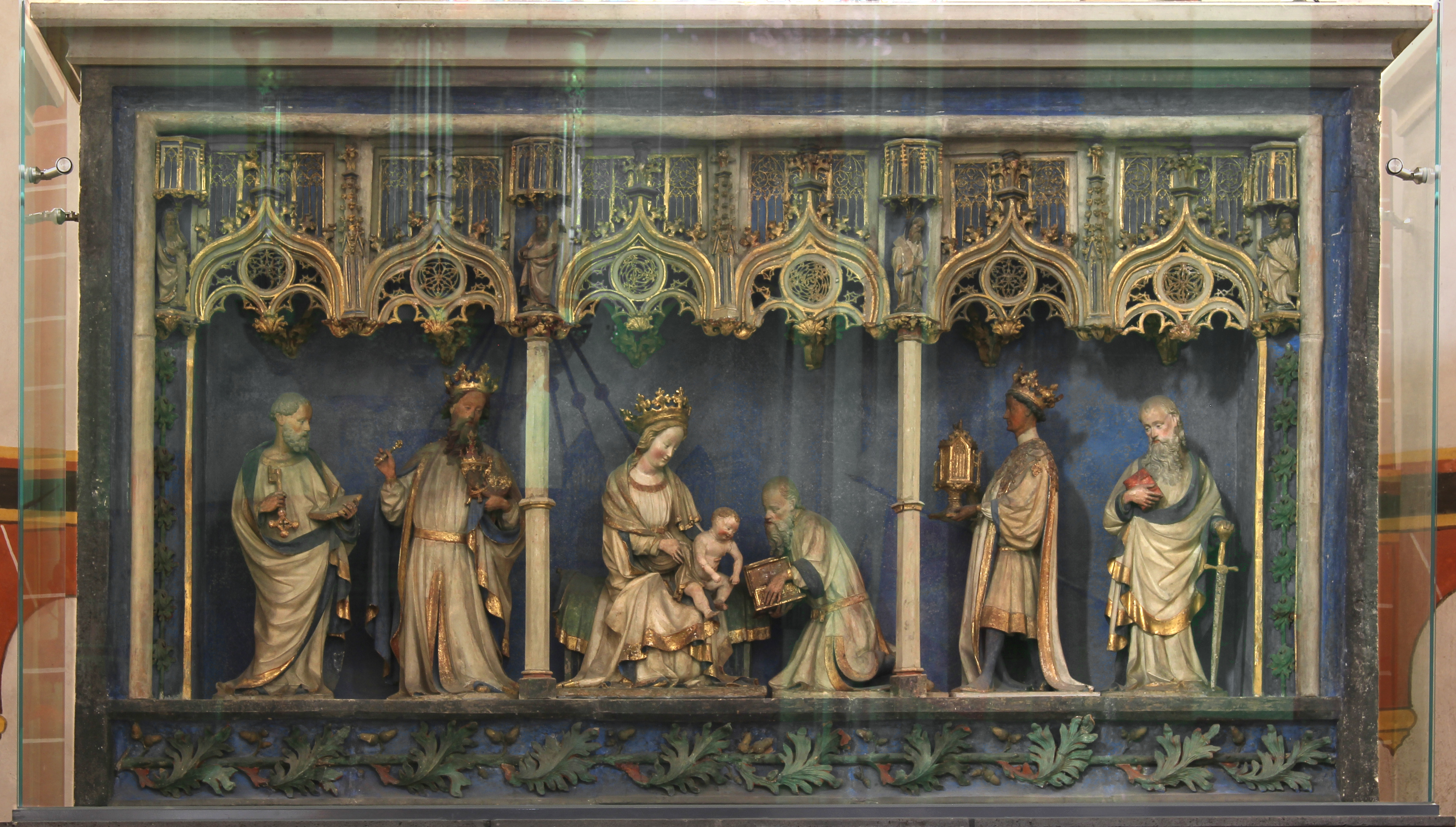
Le retable en terre cuite

### Autels latéraux
Aux croisés du transept, on trouve deux autres autels, datant de 1628 et 1629. Peints tous deux à l'huile grise durant des siècles, ils ont été repeints selon leur couleur originale après 1956 :
- L'autel Saint-Étienne présente la lapidation de Saint-Étienne, ainsi que des figures de Jacques de Zébédée et de Jean le Baptiste. La prédelle est décorée d'une représentation vivante de l'Adoration des bergers, tandis que le relief dans la partie supérieure du retable contient l'Adoration des mages, flanquée de Jean l'Évangéliste et du saint ricin avec un modèle de l'église de Castel qui lui est consacrée.
- L'autel Saint-Jean présente la Résurrection de Jésus, flanquée à gauche par une représentation de Jean l'Évangéliste tenant une tasse empoisonné, poison devenu inefficace lorsqu'il fit le signe de croix dessus ; et à droite par une représentation de Jean le Baptiste. Le relief supérieur montre Jean l'Évangéliste avec son symbole, l'aigle, avec à côté de lui des figures d'ange tenant le pilier auquel Jésus était enchaîné pour la flagellation, et la croix.

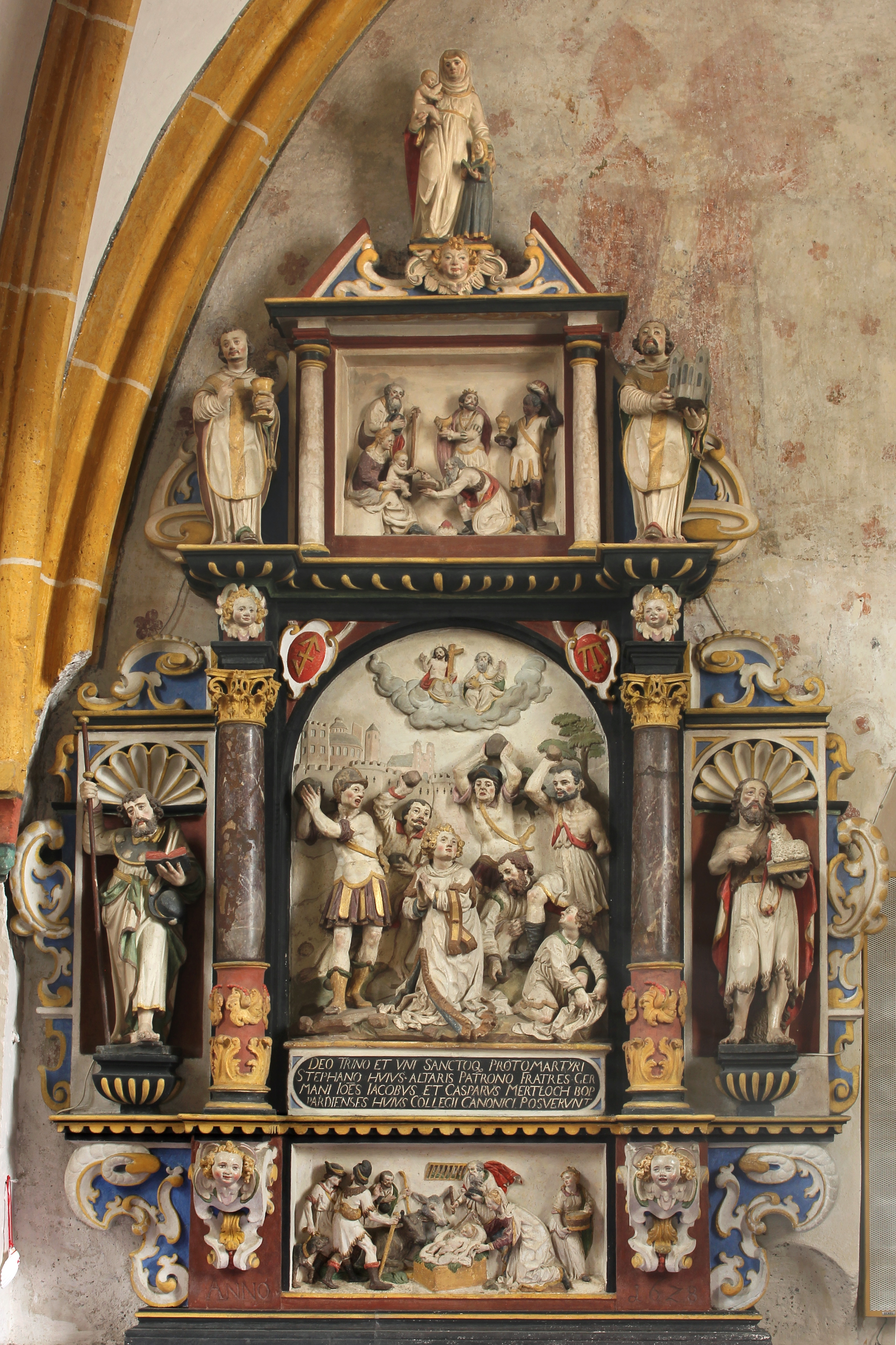
L'autel de Saint-Étienne
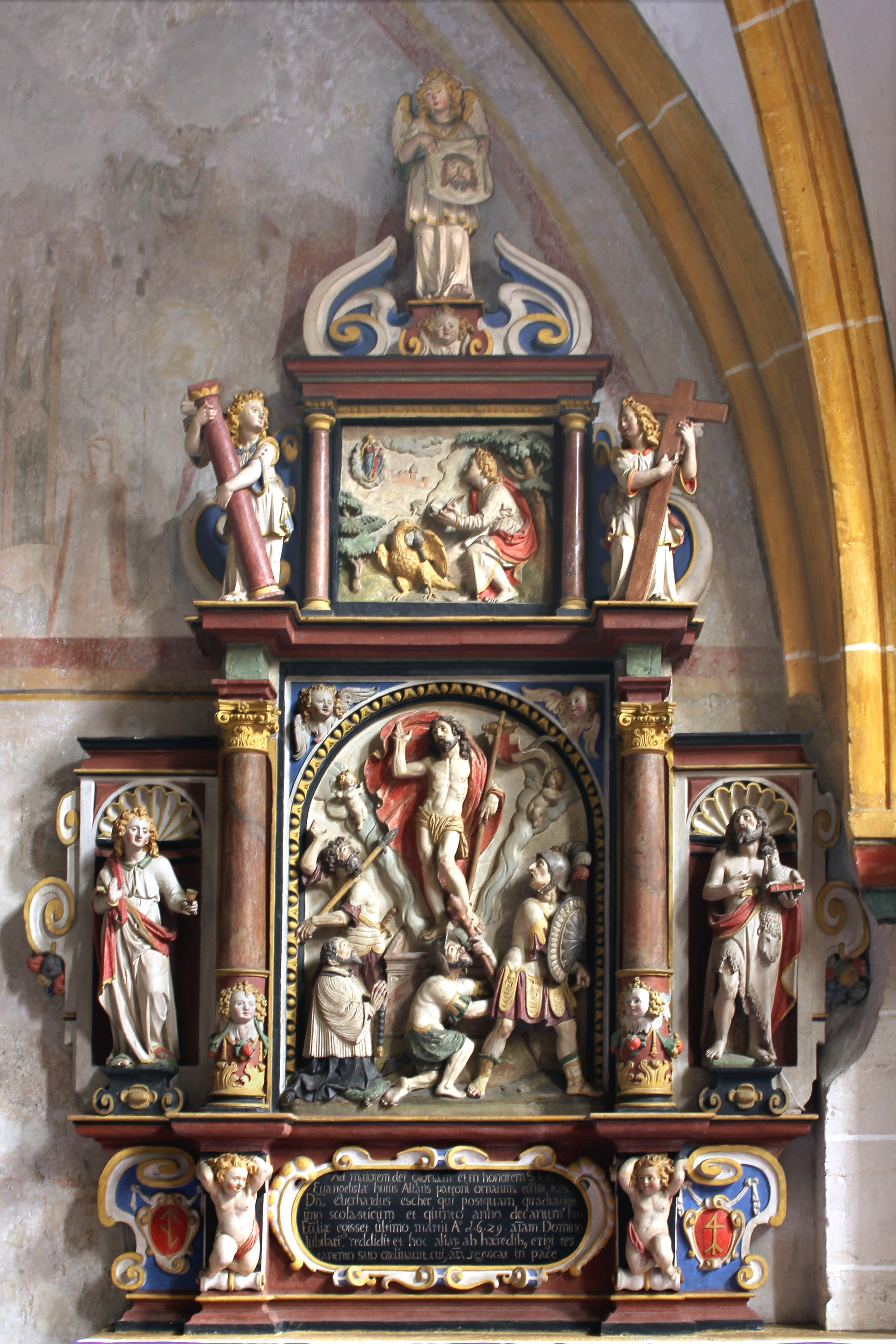
Autel de Saint-Jean

### Orgue
Dès le XIVe siècle, on trouve un orgue à la collégiale. L'orgue actuel, de style baroque est l’œuvre de Johann Michael Stumm (de) et date de 1728. Une restauration avait été entamée avant la Seconde Guerre mondiale, mais n'a jamais été terminée, même si entre 2009 et 2010, l'ouvrage a subi des travaux d'entretien.

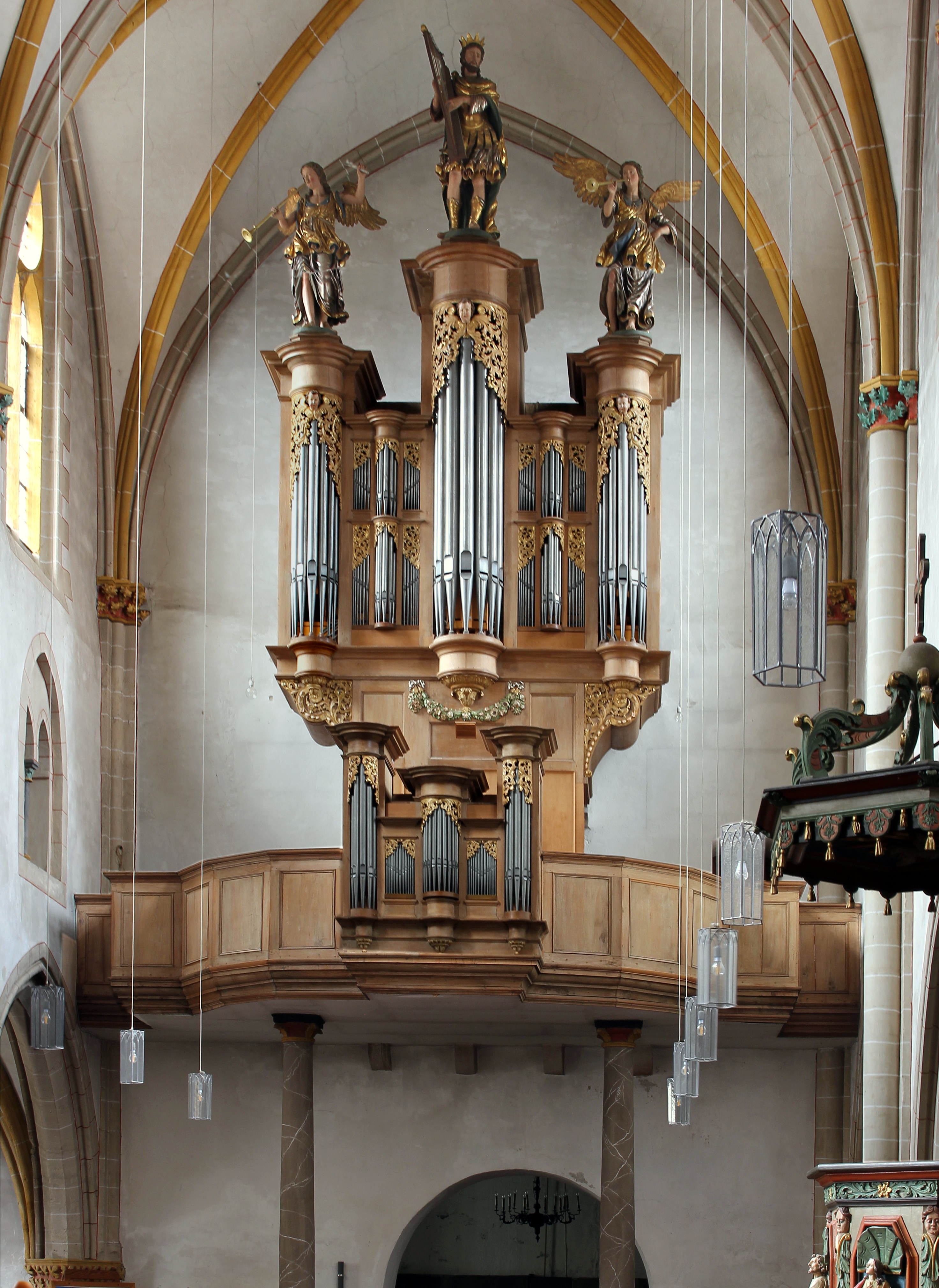
L'orgue de la collégiale

### Galerie de mobilier

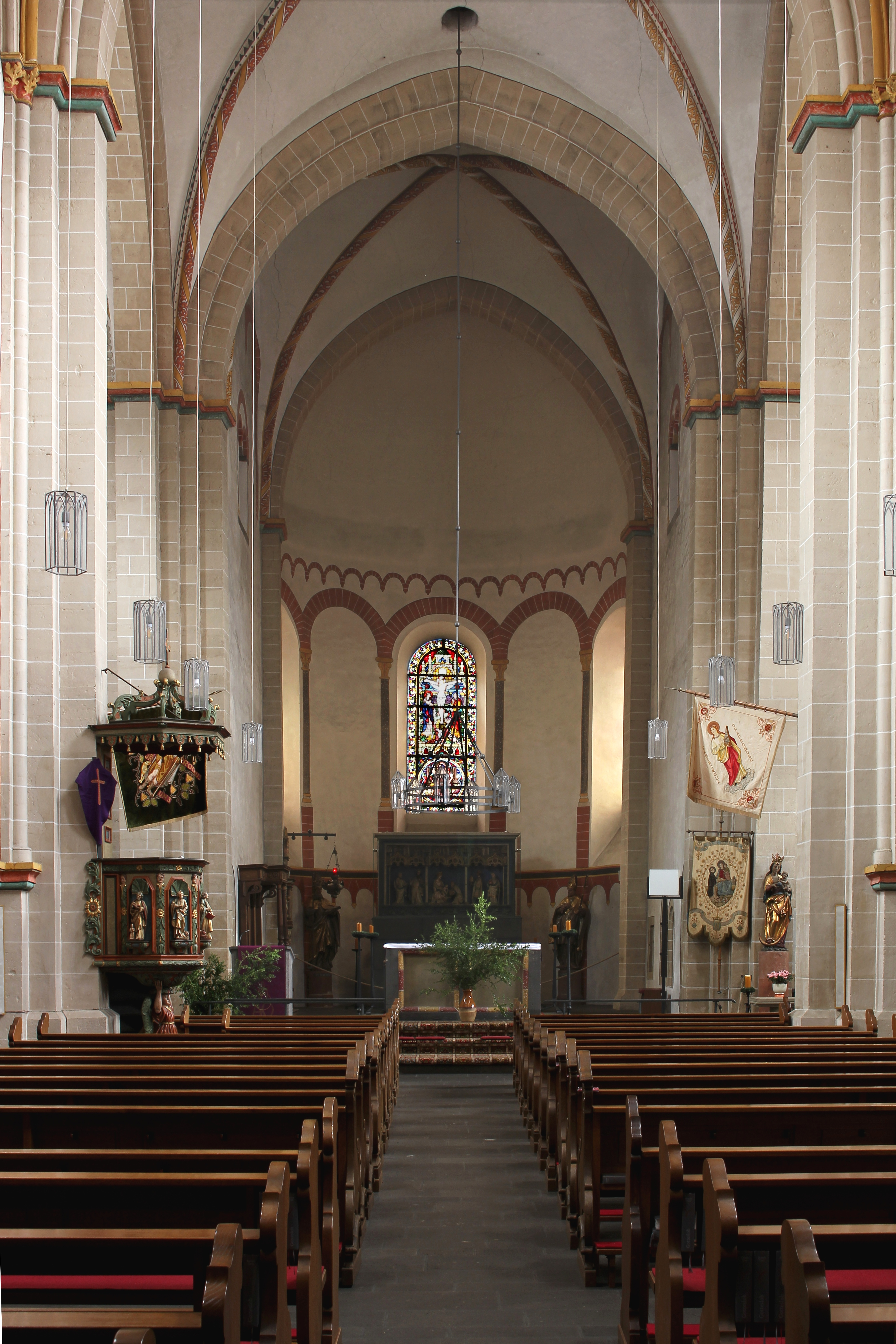
La nef de la collégiale
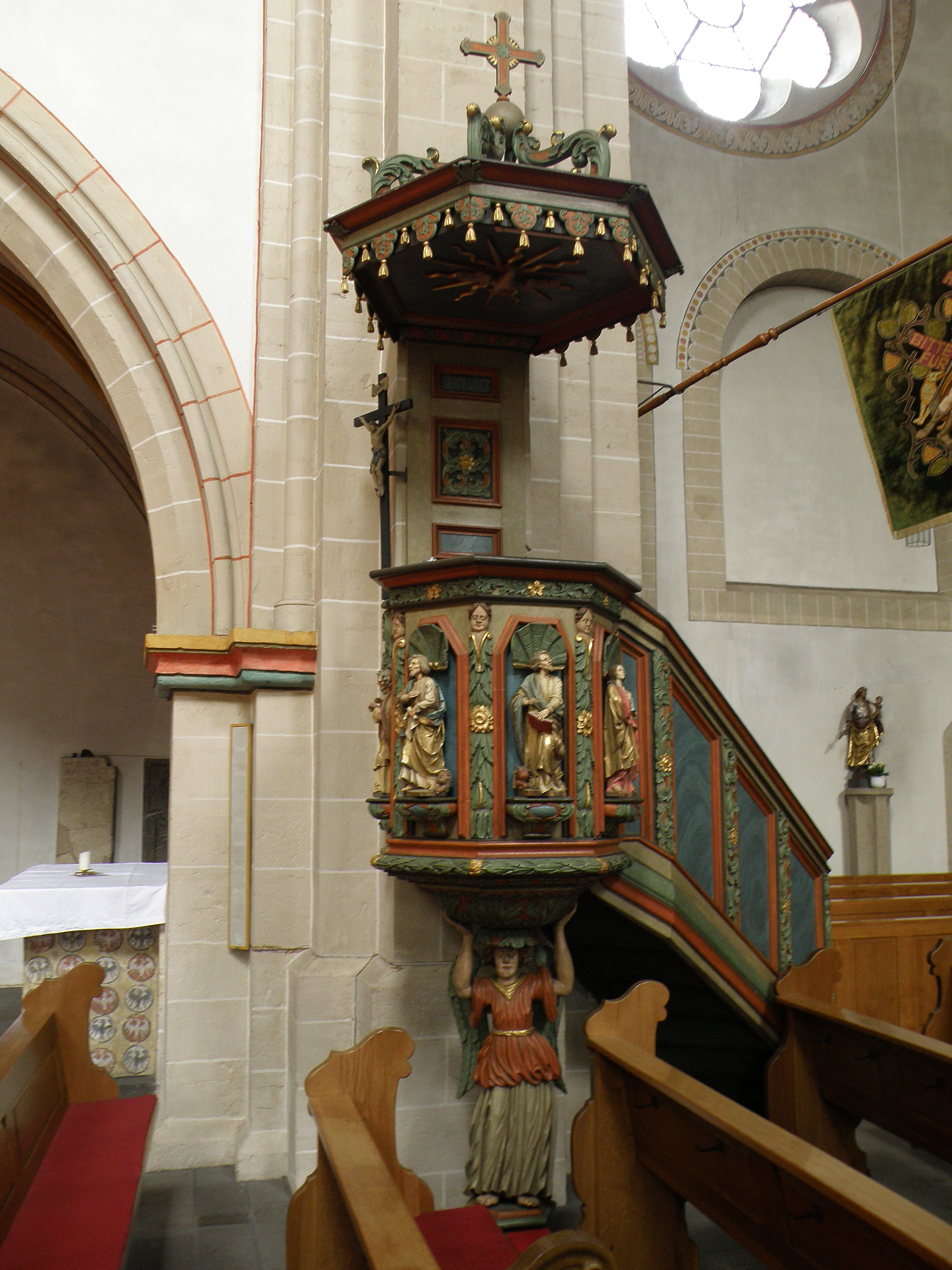
La chaire de la collégiale
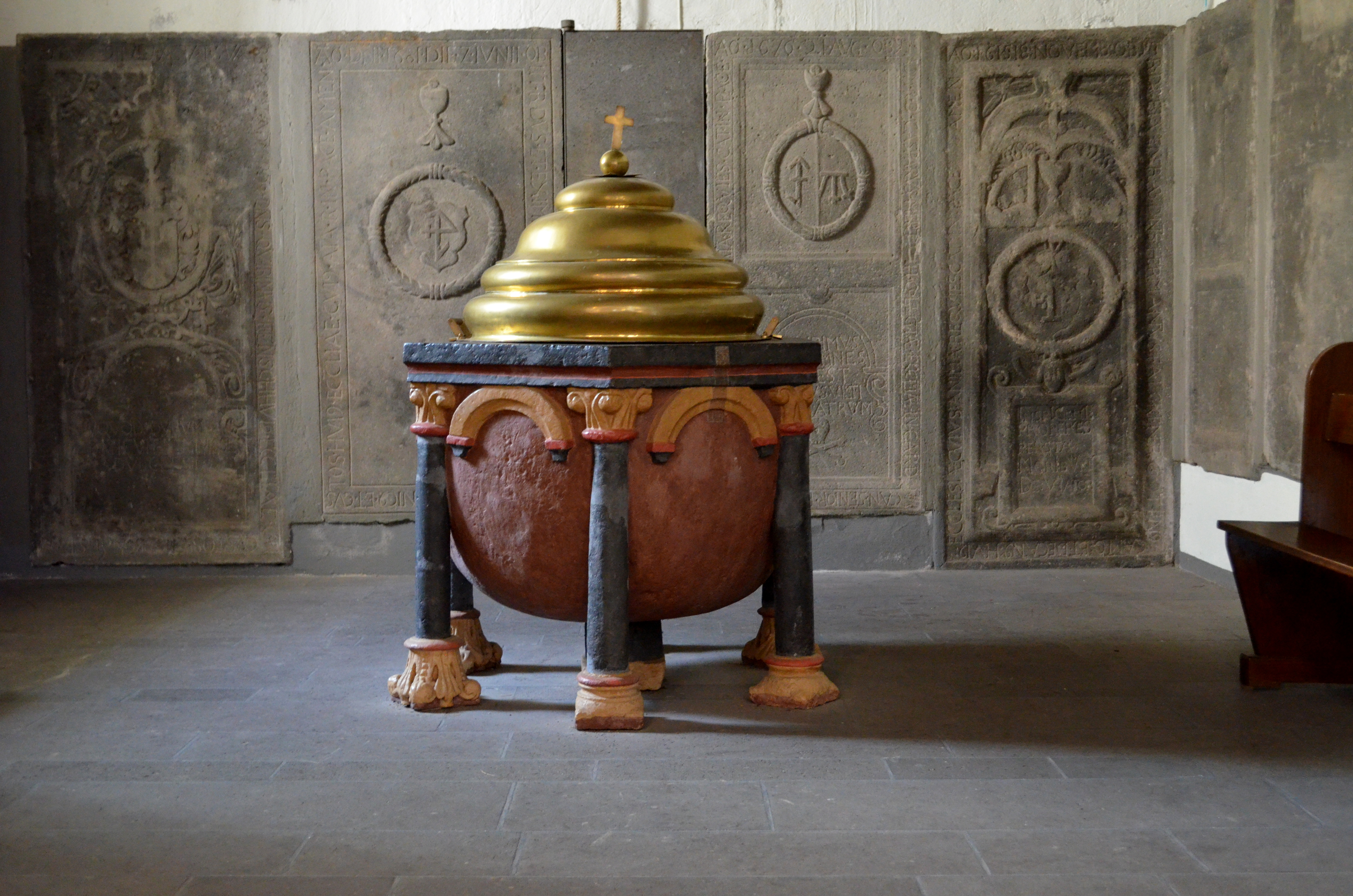
Un des fonts baptismaux de la collégiale
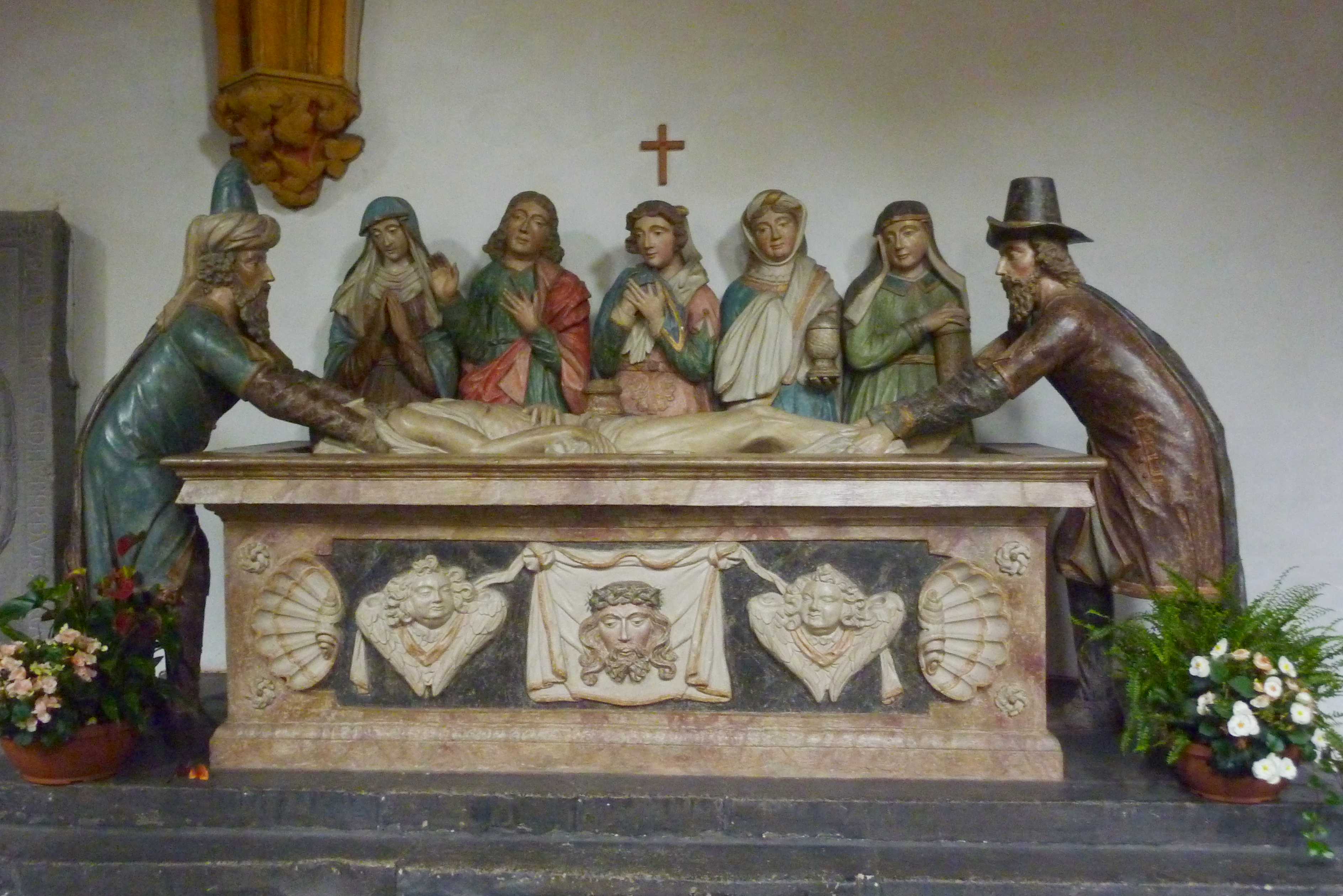
Sculpture représentant la mise au tombeau de Jésus-Christ
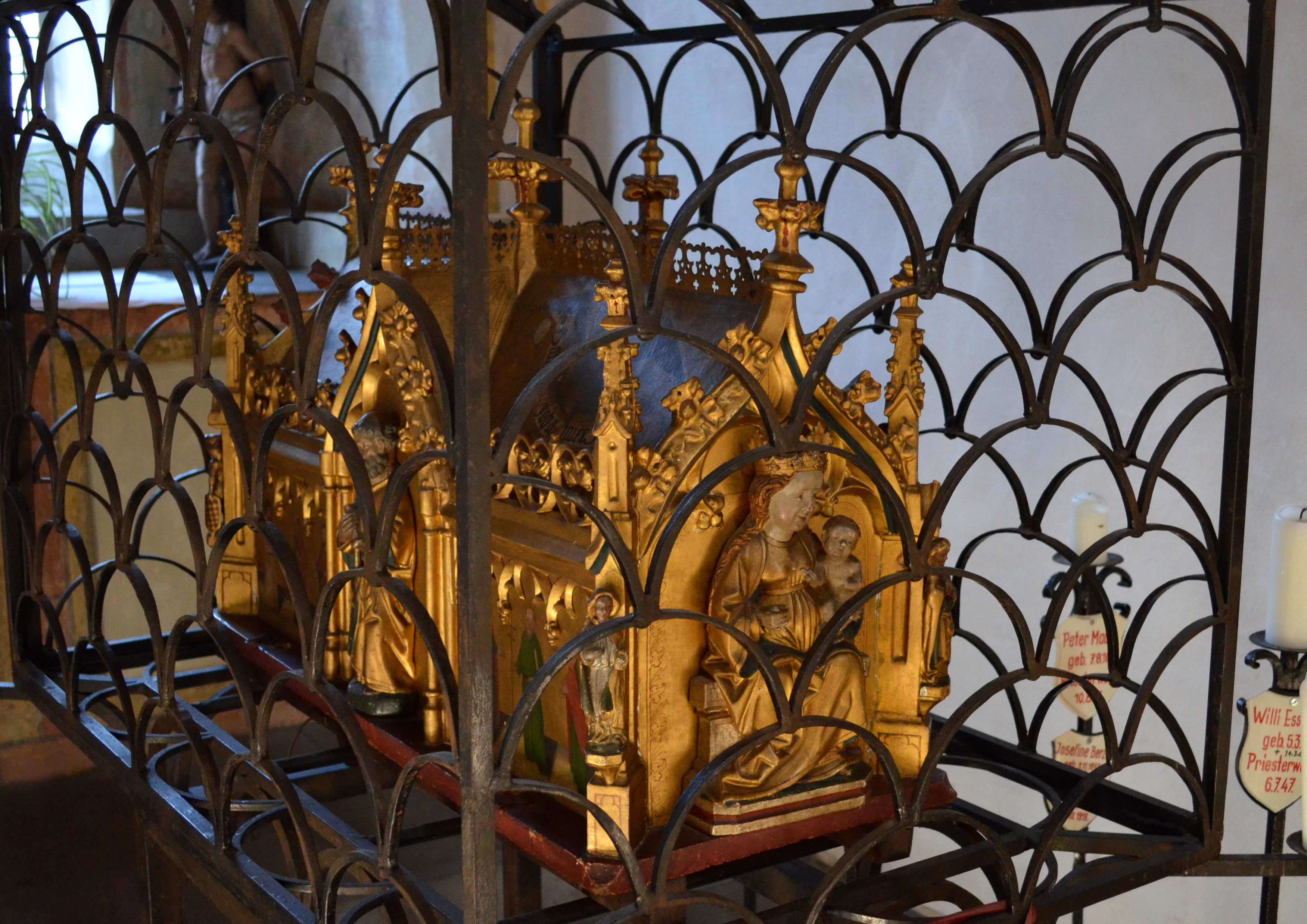
Reliquaire de Castor de Karden
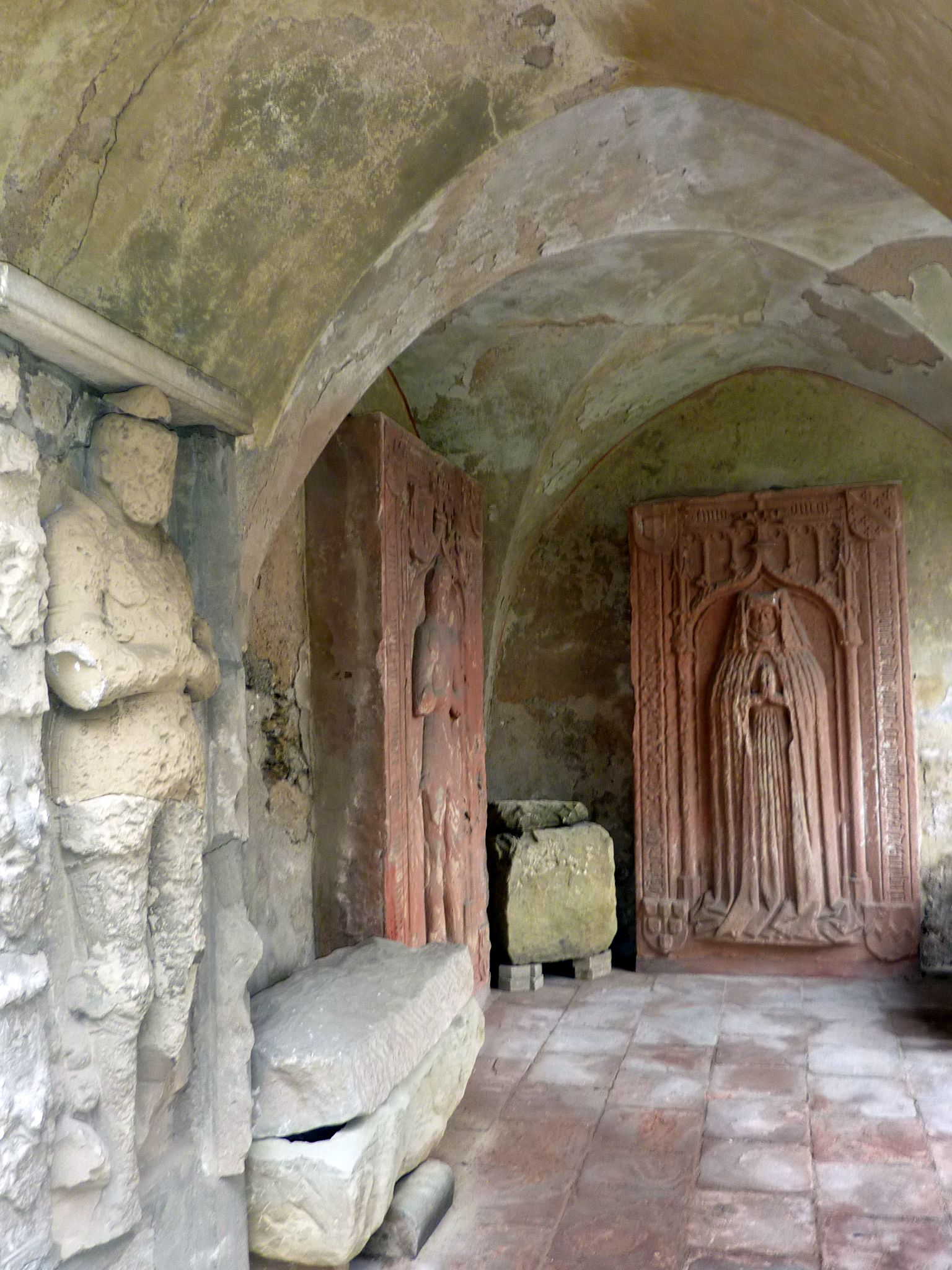
Des sculptures (possiblement des gisants), à l'extérieur de la collégiale

## Source
- (de) Cet article est partiellement ou en totalité issu de l’article de Wikipédia en allemand intitulé « St. Castor (Karden) » (voir la liste des auteurs).